# Ustavující smlouva Africké unie
Ustavující smlouva Africké unie staví na Chartě OAJ, kterou však podstatně specifikuje a rozšiřuje. Článek 3 upravuje některé základní cíle společenství. Mluví se o urychlení politického a společensko-hospodářského sjednocení kontinentu, obraně a prosazování společných afrických zájmů, ochraně míru, bezpečnosti a stability, demokracii a dobrém vládnutí, důsledném zapojení kontinentu do globální ekonomiky a mezinárodních vyjednávání, udržitelném rozvoji v oblasti hospodářské, společenské a kulturní. Dále se mezi základními cíli objevuje boj proti epidemiím a obecně ochrana veřejného zdraví a podpora vědy a výzkumu. Smlouva tedy článkem tři spojuje původně oddělené odstavce obsahující cíle a nástroje OAJ. V článku 3 se objevuje i zmínka o koordinaci a harmonizaci politik jednotlivých regionálních sdružení na africkém kontinentě, aby tak byla podpořena jednota AU. V článku 4 se objevuje několik nových principů: právo Africké unie intervenovat v kterémkoliv členském státě na základě rozhodnutí Shromáždění za zvláštních okolností – válečné zločiny, genocida, zločiny proti lidskosti (včetně práva členských států žádat o zásah AU k udržení míru a stability), vytvoření společné obranné politiky,  odsouzení a odmítnutí jakýchkoliv neústavních změn vlád členských států. Články 5 až 23 upravují institucionální rámec AU.